# Dicetenă
Dicetena este un compus organic cu formula moleculară C4H4O2, scrisă uneori (CH2CO)2. Aceasta se formează prin dimerizarea cetenei, H2C=C=O. Dicetena este un membru al familiei oxetanului. Este folosită ca reactiv în chimia organică. Se prezintă drept un lichid incolor.

## Producție
Cetena este generată prin deshidratarea acidului acetic la 700–750 °C în prezența fosfatului de trietil drept catalizator, sau prin termoliza acetonei la 600–700 °C în prezența sulfurii de carbon cu rol de catalizator.
{\displaystyle {\begin{array}{lclrr}\\{\ce {CH3CO2H}}&{\ce {->[{\overset {\text{fosfat de trietil}}{\ce {(CH3CH2O)3PO}}}][{\text{700–750 °C}}]}}&{\ce {{\underset {ceten{\breve {a}}}{H2C=C=O}}+H2O}}&&\Delta H=+147{\text{ kJ/mol}}\\{}\\{\ce {CH3COCH3}}&{\ce {->[{\overset {\text{sulfură de carbon}}{\ce {CS2}}}][{\text{600–700 °C}}]}}&{\ce {{H2C=C=O}+CH4}}\\{}\end{array}}}
Dimerizarea cetenei în dicetenă se peterece spontan la temperatura camerei:

## Reacții
Încălzirea sau iradierea cu lumină UV regenerează monomerul cetenei:
{\displaystyle {\ce {(C2H2O)2 <=> 2 CH2CO}}}
Cetenele alchilate se dimerizează, de asemenea, cu ușurință și formează dicetene substituite.
Dicetena se hidrolizează ușor în apă formând acidul acetoacetic. Timpul său de înjumătățire în apă este de aproximativ 45 de minute la 25 °C și 2 < pH < 7.
Anumite dicetene cu două catene alifatice, cum ar fi alchil dimer cetenele (AKD), sunt utilizate industrial pentru a îmbunătăți hidrofobicitatea hârtiei.
În trecut, anhidrida acetică era preparată prin reacția cetenei cu acidul acetic:
{\displaystyle {\ce {H2C=C=O + CH3COOH -> (CH3CO)2 O}}}
{\displaystyle \qquad \Delta H={\text{−63 kJ/mol}}}

### Acetoacetilare
Dicetena reacționează, de asemenea, cu alcoolii și aminele, producând derivații corespunzători ai acidului acetoacetic. Procesul poartă uneori numele de acetoacetilare. Un exemplu este reacția cu 2-aminoindanul:
Dicetena este un intermediar industrial important utilizat pentru producerea de esteri și amide de acetoacetat, precum și de 1-fenil-3-metilpirazolone substituite. Acestea din urmă sunt folosite la fabricarea coloranților și pigmenților. O reacție tipică este:
{\displaystyle {\ce {ArNH2 + (CH2CO)2 -> ArNHC(O)CH2C(O)CH3}}}
Aceste acetoacetamide sunt precursori ai pigmenților galben de arilid și diarilid.

## Utilizare
Dicetenele cu două catene grupări alchil sunt utilizate în fabricarea hârtiei pentru a produce apretul care se aplică hârtiei pentru a-i îmbunătăți imprimabilitatea (prin hidrofobizare). În afară de rășinile de colofoniu, care au o pondere de aproximativ 60% din consumul mondial de apret, dicetenele cu catenă lungă, numite alchil dimer cetene (AKD), reprezintă cu o pondere de 16% cele mai importante apreturi sintetice folosite pentru hârtie, fiind folosite de obicei în concentrații de 0,15%, ceea ce înseamnă 1,5 kg de AKD solid per tonă de hârtie.
Prepararea AKD-urilor se realizează prin clorurarea acizilor grași cu catenă lungă (cum ar fi acidul stearic, folosind agenți de clorurare precum clorura de tionil) pentru a produce clorurile de acil corespunzătoare, și eliminarea ulterioară a HCl de către amine (de exemplu trietilamina) în toluen sau alți solvenți:
În plus, dicetenele sunt utilizate ca intermediari în fabricarea de produse farmaceutice, insecticide și coloranți. De exemplu, pirazolonele sunt formate din fenilhidrazine substituite; erau folosite ca analgezice, dar acum sunt în mare parte ieșite din uz. Dicetenele reacționează și cu metilamină și produc N, N'-dimetilacetoacetamidă care, fiind clorurată cu clorură de sulfuril și reacționată cu fosfit de trimetil, produce insecticidul foarte toxic monocrotofos (periculos în special pentru albine). Dicetenele reacționează cu aminele aromatice substituite și produc acetoacetanilide, care sunt precursori importanți ai coloranților și pigmenților azoici galbeni, portocalii și roșii.
Un exemplu pentru sinteza arilidelor prin reacția dicetenelor cu amine aromatice este:
Cuplarea diazoniului aromatic cu arilide pentru a forma coloranți azoici, cum ar fi pigmentul galben 74:
Sinteza industrială a îndulcitorului acesulfam-K se bazează pe reacția dicetenei cu acidul sulfamic și ciclizarea folosind trioxid de sulf (SO3).

## Siguranță
În ciuda reactivității sale ridicate ca agent de alchilare și spre deosebire de analogii β-lactone propiolactonă și β-butirolactonă, dicetena este inactivă ca agent cancerigen, posibil din cauza instabilității aducților ADN pe care îi formează.